# Нейрофиброматоз I типа
Нейрофиброматоз I (первого) типа (нейрофиброматоз с феохромоцитомой, болезнь фон Реклингхаузена, синдром Реклингхаузена, NF-1) — самое распространённое наследственное заболевание, предрасполагающее к возникновению опухолей у человека. Описан во второй половине XIX века рядом исследователей, в том числе в 1882 году учеником Рудольфа Вирхова Фридрихом фон Реклингхаузеном. Устаревшие названия — болезнь Реклингхаузена, периферический нейрофиброматоз и др. Является аутосомно-доминантным, встречается с одинаковой частотой у мужчин и у женщин, у 1 из 3500 новорождённых. Другие типы нейрофиброматозов (на первую половину 2011 года выделяют 7 типов, из которых наибольшее клиническое значение имеют первые два) характеризуются наличием как сходных проявлений с I типом, так и отличий.
В половине случаев заболевание является наследственным, в половине — результатом спонтанной мутации. Частота мутаций генов, повреждения которых приводит к нейрофиброматозу I типа, является самой высокой из известных для генов человека.
Для заболевания характерно появление множественных пигментированных пятен цвета «кофе с молоком», доброкачественных новообразований — нейрофибром, опухолей центральной нервной системы, костных аномалий, изменений радужной оболочки глаза и целого ряда других симптомов.

## История
Первое научное описание клинических и морфологических изменений данного заболевания было сделано в 1882 году немецким патологоанатомом Фридрихом фон Реклингхаузеном. Описание заболевания было сделано задолго до открытия структуры ДНК. В связи с этим оно получило название «болезни Реклингхаузена». Данным термином обозначали не только нейрофиброматоз I типа, но и нейрофиброматоз вообще. Различные по причинам возникновения и некоторым проявлениям нейрофиброматоз I и II типа определяли как «периферическую» и «центральную» формы болезни Реклингхаузена. После определения генетических причин возникновения термин стал устаревать. В современной медицинской литературе болезнь называется «нейрофиброматоз I типа».
Долгое время считалось, что известный своими уродствами Джозеф Меррик по прозвищу «человек-слон» был болен нейрофиброматозом I типа. Известный фильм Дэвида Линча «Человек-слон» о тяжёлой судьбе Джона Меррика способствовал возникновению в обществе ложного мнения о том, что люди с данным заболеванием имеют ужасную внешность. Современные исследователи предполагают наличие у Меррика синдрома Протея.

## Эпидемиология

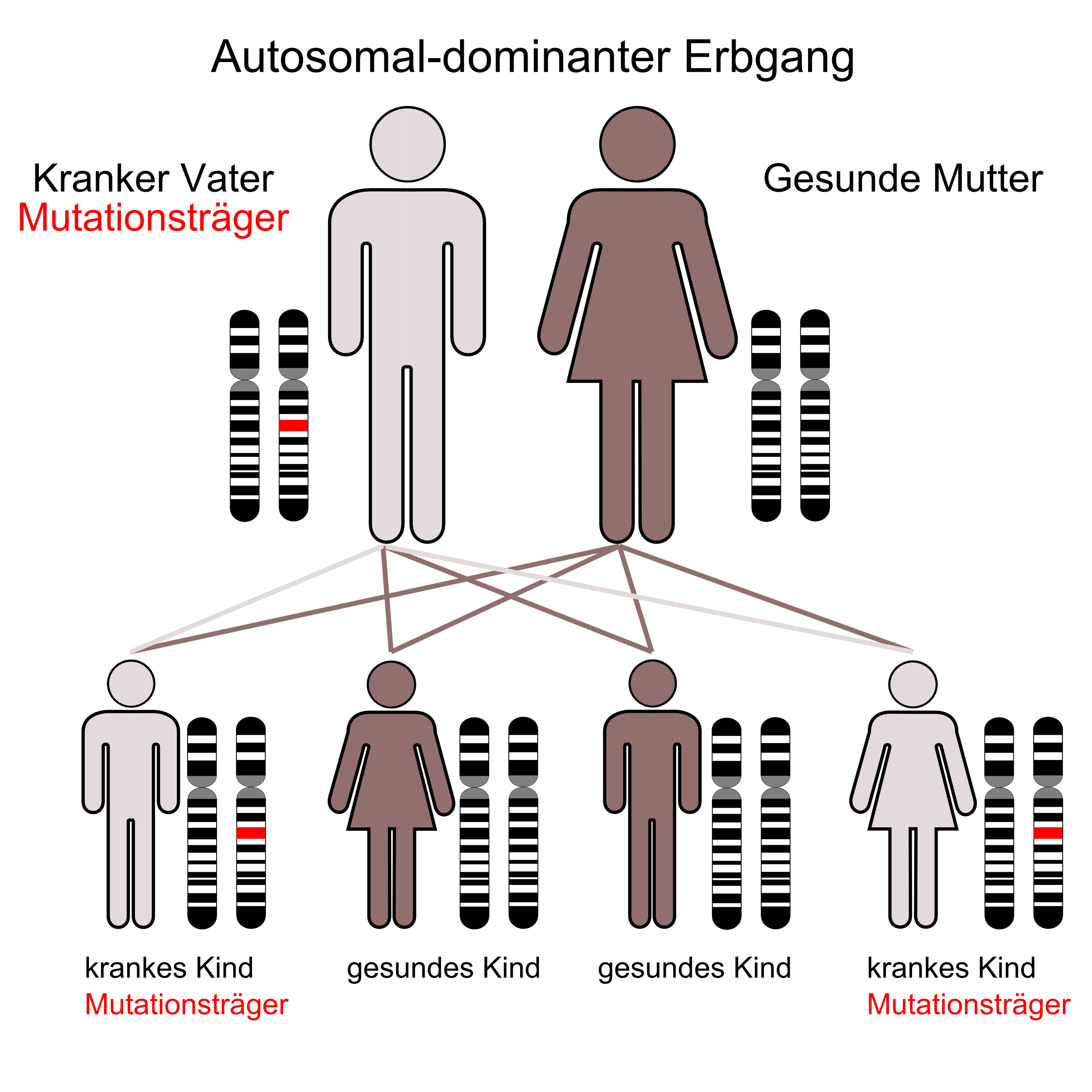
Аутосомно-доминантный тип наследования

Заболеваемость нейрофиброматозом I типа составляет 30—40 больных на 100 тысяч населения, что соответствует одному человеку на 2500—3000. Нейрофиброматоз I типа является аутосомно-доминантным заболеванием с высокой пенетрантностью и высокой частотой возникновения новых мутаций. Риск рождения ребёнка с нейрофиброматозом от больного человека составляет либо 50 % (в случае гетерозиготы) либо 100 % (в случае гомозиготы). Примерно 50 % случаев заболевания представляют мутации лат. de novo. Частота заболеваемости нейрофиброматозом I типа не отличается в разных географических регионах и среди этнических групп.

## Этиопатогенез
Нейрофиброматоз I типа был первым опухолевым заболеванием с доказанным генетическим происхождением. Локус генов, поломка которых приводит к развитию нейрофиброматоза, располагается на длинном плече 17 хромосомы (17q11.2). Он состоит из 400 тысяч нуклеотидных пар. В нём содержится информация, ответственная за синтез одного из составляющих миелин гликопротеина, нейрофибромина и других белков. При нейрофиброматозе I типа в данном локусе отмечены различные типы мутаций и перестроек — транслокации, делеции, инверсии и точковые мутации. Характер мутаций весьма специфичен: более 80 % из них ведут к синтезу нефункционального «усечённого» белка либо к полному отсутствию транскрипта (нонсенс-мутации, мутации в сайтах сплайсинга, делеции и инсерции со сдвигом рамки, крупные делеции, охватывающие весь ген или его значительную часть).
Нейрофибромин представляет собой цитоплазматический белок, состоящий из 2818 аминокислот. Он участвует в инактивации белков-промоторов (белка RAS и его аналогов), обеспечивая динамический контроль клеточного роста. Ген НФ-1 является одним из основных генов-супрессоров опухолевого роста для примерно половины тканей организма, в первую очередь нейроэктодермального происхождения, пролиферация которых определяется системой белков RAS. Нейрофибромин также влияет на содержание в клетке аденозинмонофосфата (АМФ). АМФ в свою очередь опосредованно тормозит процессы клеточного деления.
При повреждении гена НФ1 в одной из хромосом 17 пары половина синтезируемого нейрофибромина становится дефектной, и отмечается смещение равновесия роста клеток в сторону пролиферации. Остающийся неповреждённым аллельный (находящийся в парной хромосоме) ген НФ1 обеспечивает синтез нормального нейрофибромина. Выраженность клинических проявлений нейрофиброматоза определяется состоянием общего противоопухолевого иммунитета и может варьировать в широких пределах. Возникают доброкачественные новообразования.
В случае утраты вследствие мутации аллельного нормального гена НФ1 возникает бурный неконтролируемый рост клеток, то есть развивается злокачественная опухоль (чаще всего нейрофибросаркома или нейробластома). Вероятность их возникновения составляет 3—15 %. Вероятность развития ассоциированной с нейрофиброматозом I типа злокачественной опухоли превышает таковую в популяции в сотни раз (только в отношении миелолейкоза в 200—500 раз).

## Клиническая картина

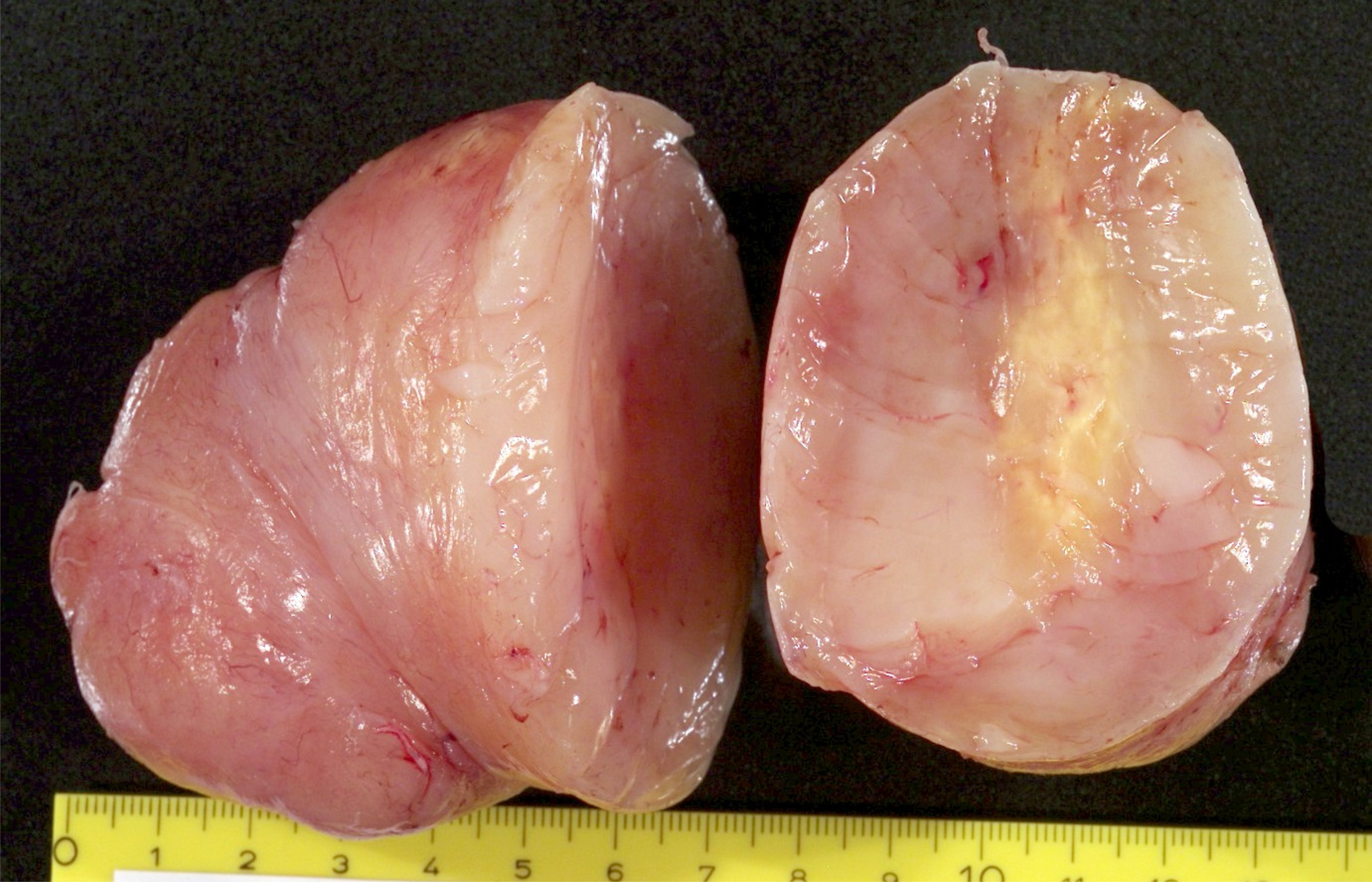
Макроскопический препарат нейрофибромы

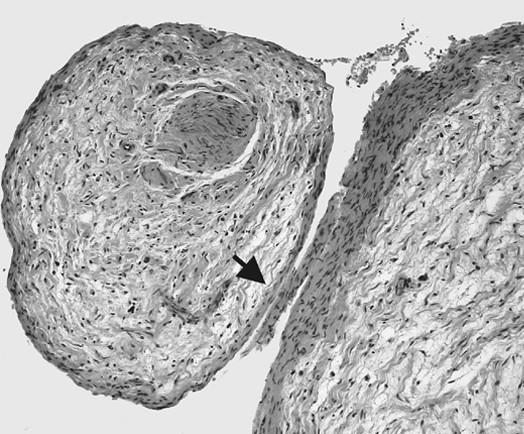
Гистологический препарат плексиформной нейрофибромы

Нейрофиброматоз I типа проявляется рядом патогномоничных симптомов. К ним относят наличие пигментных пятен на коже цвета «кофе с молоком», нейрофибром, большинство из которых располагаются поверхностно на коже, узелки Лиша — гамартомы радужной оболочки глаза.
Проявления нейрофиброматоза I типа часто начинаются со сколиоза (искривления позвоночника), затем возникают трудности в обучении, проблемы со зрением и эпилепсия.
Нейрофибромы чаще локализуются по ходу периферических нервов. Однако может поражаться спинной и головной мозг, находят нейрофибромы на веках, конъюнктиве, в средостении, брюшной полости. В зависимости от расположения нейрофибромы могут вызвать различную клиническую симптоматику: судороги, нарушение функции черепных нервов и сегментов спинного мозга, паралич глазных мышц, птоз, сдавление органов средостения.

### Нейрофибромы

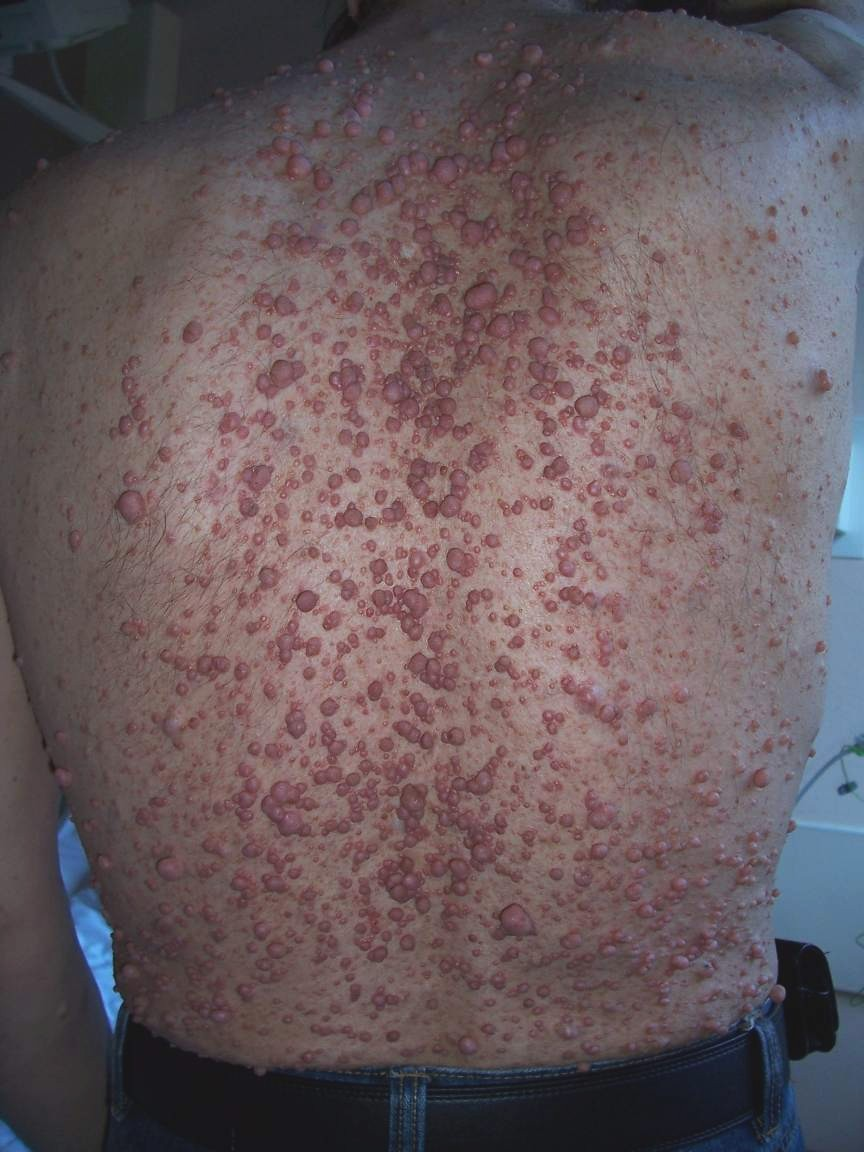
Множественные кожные нейрофибромы на спине больного нейрофиброматозом I типа

Для данного заболевания характерно появление большого количества нейрофибром, как кожных, так и плексиформных. Кожные нейрофибромы представлены небольшими доброкачественными и ограниченными новообразованиями. Они располагаются подкожно, растут на оболочках мелких нервов кожи. Плексиформные нейрофибромы развиваются на крупных нервах и приводят к нарушению их функций. Также плексиформные нейрофибромы характеризуются своими большими размерами. Встречаются у 30 % больных нейрофиброматозом I типа.
Клинически повреждение нерва проявляется хроническими болями, онемением и/или параличами мышц.

### Опухоли центральной нервной системы

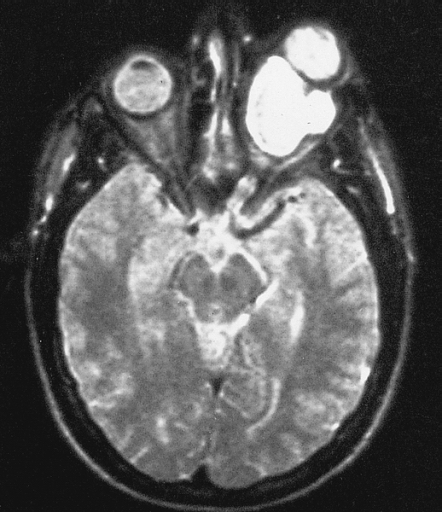
Глиома зрительного нерва

При нейрофиброматозе I типа частота развития опухолей центральной нервной системы составляет от 5 до 30 %. Во многих случаях опухоли ЦНС у больных нейрофиброматозом не выявляются. Впервые взаимосвязь между нейрофиброматозом I типа и внутричерепными новообразованиями была отмечена в 1940 году.
Наиболее часто возникающими при данном заболевании опухолями ЦНС являются глиомы зрительных нервов, астроцитомы, эпендимомы, невриномы слухового нерва, менингиомы и нейрофибромы.
Клиническая картина при опухолях ЦНС будет зависеть от их размеров, месторасположения и вовлечённых в патологический процесс образований.

### Пигментные нарушения
Для нейрофиброматоза патогномоничны пигментные пятна от светло-бежевого до тёмно-коричневого цвета, которые выявляют на коже туловища и конечностей, реже на лице, шее, слизистой оболочке полости рта. Они имеют гладкую поверхность, не выступают над уровнем кожи. При гистологическом исследовании пигментных пятен обнаруживают диффузное скопление в сосочковом слое дермы меланобластов и меланоцитов с включениями меланина в цитоплазме.
Данные пигментные пятна носят характер пятен цвета «кофе с молоком» (фр. café-au-lait, англ. milk coffee) и «веснушчатых гроздьев». В некоторых случаях пятна имеют синий или фиолетовый цвет, реже встречается депигментация.

### Узелки Лиша

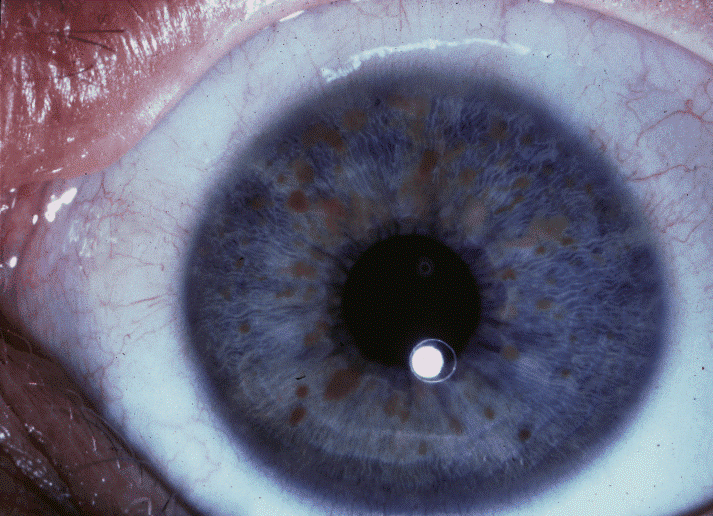
Узелки Лиша (гамартома радужки)

Узелки Лиша встречаются практически у всех больных нейрофиброматозом I типа старше 20 лет. Они представляют небольшие белесоватые пятна (гамартомы) на радужке глаза. Узелки Лиша не видны невооружённым взглядом, необходимо офтальмологическое обследование. Выявляемость узелков Лиша повышается с возрастом больного: в возрасте от 0 до 4 лет — до 22 % случаев; 5—9 лет — до 41; 10—19 лет — до 85 %; старше 20 лет — до 95 % больных нейрофиброматозом I типа. Данные узелки не встречаются при других формах нейрофиброматоза.
Впервые гамартомы радужной оболочки были описаны в 1918 году. Их значение в диагностике нейрофиброматоза I типа было показано в 1937 году австрийским офтальмологом Карлом Лишем, в честь которого они и получили своё название. Впоследствии была установлена их чрезвычайная роль в дифференциальной диагностике болезни Реклингхаузена.

### Костные изменения

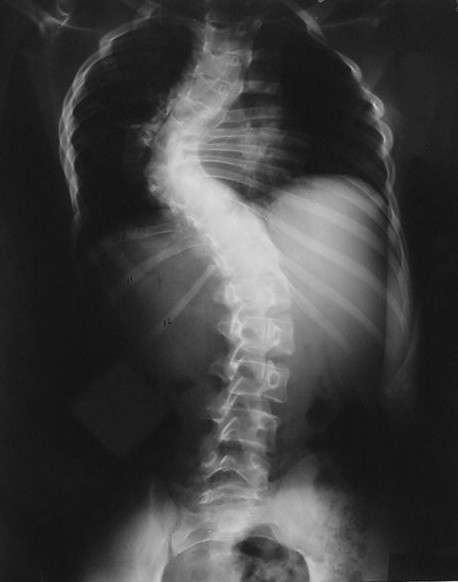
Кифосколиоз у больного нейрофиброматозом I типа

Для выраженного нейрофиброматоза характерна деформация позвоночника в виде сколиоза, возможны краевые дефекты тел позвонков, их суставных и поперечных отростков, расширение межпозвоночных отверстий и эрозии их краёв, узуры нижних краёв задних отделов рёбер, вызванные давлением нейрофиброматозных узлов.
Длинные трубчатые кости могут быть атрофичными, изогнутыми, иногда же, наоборот, гипертрофированными, утолщёнными. Компактное вещество в гипертрофированной кости утолщено. На поверхности кости видны периостальные гребни, иногда обнаруживаются и параостальные окостенения. Внутрикостные нейрофибромы в трубчатых костях выглядят как ограниченные вздутия и кистовидные образования.
При вовлечении в процесс костей черепа обнаруживается его асимметрия. Особенно выраженной она бывает при деформациях его лицевой части и стенок глазницы. В костях свода черепа возможны дефекты и узуры, участки атрофии кости или явления гиперостоза.

### Дополнительные клинические проявления нейрофиброматоза I типа
- Когнитивные нарушения — затруднения освоения письма, чтения, математики. Часто сочетаются с умеренным снижением интеллекта (IQ<70)[24]. У больных часто отмечаются депрессия из-за стыда, вызываемого обезображиванием тела и лица нейрофибромами, боязнь общества;
- Эндокринные расстройства — феохромоцитома[41], нарушение роста и полового созревания[24];
- Эпилептические припадки[24];
- Снижение мышечного тонуса[24];
- Нарушения поведения[24];
- Заболевания, напрямую не связанные с вовлечением нервов, — стеноз почечной и легочной артерий, легочные кисты, интерстициальная пневмония, гипертрофия клитора, неправильное формирование отделов желудочно-кишечного тракта[1]. Стеноз почечной артерии, особенно в сочетании с феохромоцитомой, обуславливает развитие артериальной гипертензии

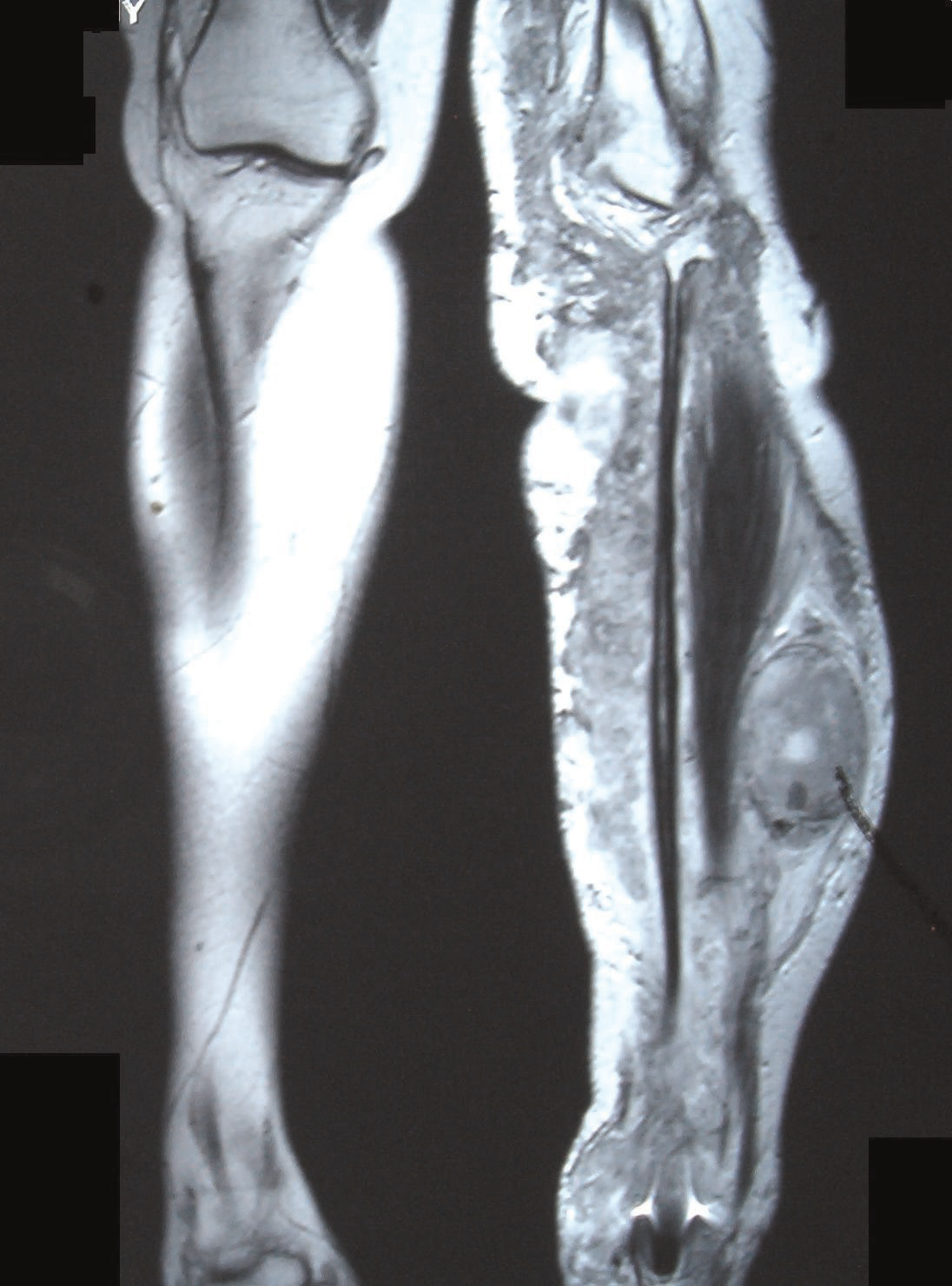
МРТ левой голени: злокачественная опухоль оболочки большеберцового нерва при синдроме Реклингхаузена (NF-1).

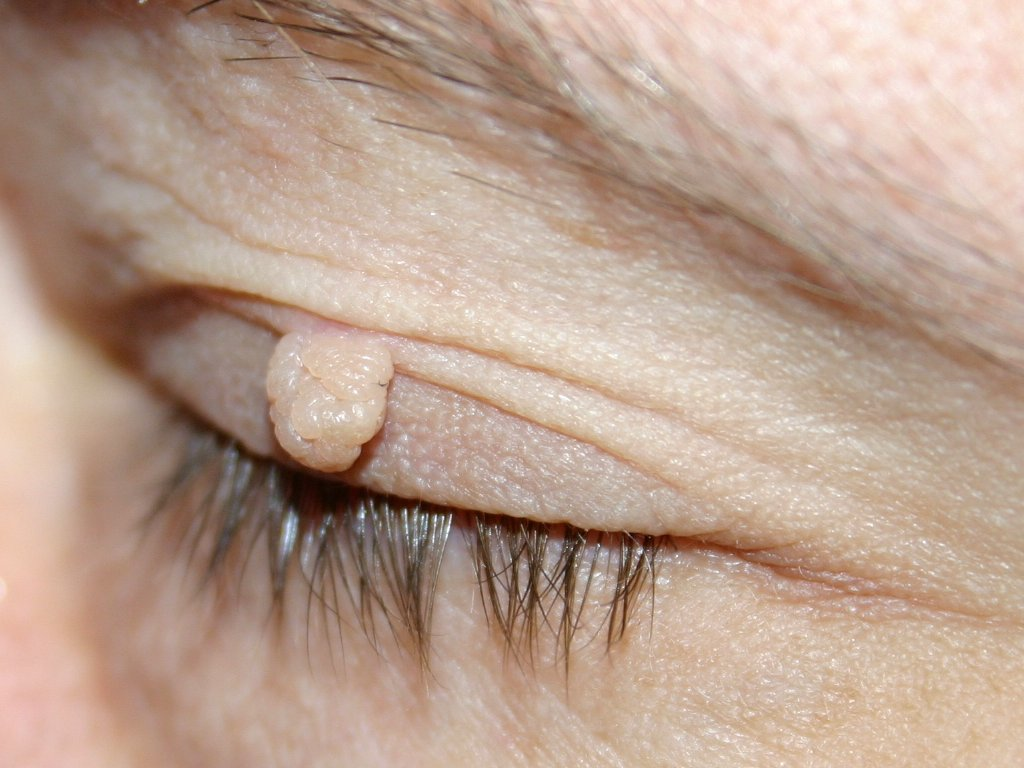
Нейрофиброма верхнего века.

- Сирингомиелия[1]

## Диагностика
Диагноз нейрофиброматоза I типа может быть поставлен при наличии у больного сочетания двух и более патогномоничных для заболевания симптомов:
1. шесть и более пятен цвета «кофе с молоком» диаметром свыше 5 мм у детей в препубертатном периоде и свыше 15 мм — в постпубертатном;
2. наличие двух и более обычных нейрофибром, либо одной плексиформной нейрофибромы;
3. гиперпигментация (по типу «веснушчатых гроздьев»[22]) подмышечной и/или паховой области;
4. глиомы зрительных нервов;
5. два и более узелка Лиша;
6. костные аномалии (истончение кортикального слоя трубчатых костей, часто приводящего к формированию ложных суставов, дисплазии крыльев клиновидной кости);
7. наличие нейрофиброматоза I типа у ближайших родственников.

Первичная диагностика заболевания производится как врачами общей практики, так и узкими специалистами (неврологами, дерматологами, офтальмологами, нейрохирургами, стоматологами и др.). Процесс развития клинической симптоматики при нейрофиброматозе I типа динамический.
| Симптом                                            | Ранний детский возраст (0—2 года) | Дошкольный возраст | Школьники и подростки (6—16 лет) | Взрослые (старше 16 лет) |
| -------------------------------------------------- | --------------------------------- | ------------------ | -------------------------------- | ------------------------ |
| Пятна «кофе с молоком»                             | +                                 |                    |                                  |                          |
| Диффузные плексиформные нейрофибромы               | +                                 |                    |                                  |                          |
| Гиперпигментация подмышечной и/или паховой области | +                                 | +                  |                                  |                          |
| Глиомы зрительных нервов                           |                                   | +                  |                                  |                          |
| Нарушения обучения                                 |                                   | +                  | +                                |                          |
| Артериальная гипертензия                           |                                   | +                  | +                                | +                        |
| Головная боль                                      |                                   | +                  | +                                | +                        |
| Кожные нейрофибромы                                |                                   |                    | +                                | +                        |
| Сколиоз                                            |                                   |                    | +                                |                          |
| Злокачественные опухоли ЦНС                        |                                   |                    | +                                | +                        |

## Дифференциальная диагностика
Более чем при 100 наследственных болезнях и синдромах выявляется один из основных симптомов нейрофиброматоза I типа — пятна «цвета кофе с молоком» на коже.
Чаще всего дифференциальная диагностика проводится с нейрофиброматозом II типа. Возникающие при данном заболевании опухоли являются доброкачественными, но более агрессивными, чем при I типе. Абсолютным диагностическим критерием является наличие у больного двусторонних неврином VIII пары черепных нервов. При II типе возможны и другие внутричерепные новообразования: менингиомы, глиомы, шванномы. Кроме данного заболевания дифференциальная диагностика проводится также с синдромом Протея, синдромом Клиппеля-Тренаунау-Вебера, рассеянным липоматозом и другими.

## Лечение
Лечение оперативное. Показаниями для него являются резкая болезненность или изъязвление опухоли, затруднение движений, сдавление или смещение жизненно важных органов. В некоторых случаях к операции прибегают с косметической целью. Так как поражения при нейрофиброматозе множественные, то удаление всех патологических очагов, в большинстве случаев, не представляется возможным.
При оперативном лечении слоновоподобной формы нейрофиброматоза требуется последующая кожная пластика. Ткань нейрофибром обильно снабжена кровеносными сосудами. При расположении узла в крупном нервном стволе производят вылущивание опухоли, резекцию нерва с наложением нервного шва или краевую его резекцию с наложением частичного нервного шва. Оперативное удаление одного из узлов в ряде случаев может привести к прогрессированию процесса с резким увеличением размеров других узлов.
Патогенетическое лечение (то есть направленное на основные механизмы развития заболевания) на первую половину 2011 года находится на I—II фазах клинических исследований и повсеместно не применяется. Имеются данные об эффективности ингибиторов Ras (типифарниба) в лечении нейрофиброматоза I типа. Также на животных показана эффективность пирфенидона. Однако до завершения клинических исследований эти и ряд других препаратов не могут использоваться в лечении нейрофиброматоза.
В апреле 2020 года FDA одобрило «Коселуго» (Koselugo, селуметиниб) — первый лекарственный препарат, предназначенный для терапии детей в возрасте от двух лет, страдающих нейрофиброматозом I типа. Заболевание пациентов должно быть симптоматическим и характеризоваться наличием неоперабельных плексиформных нейрофибром. Селуметиниб (selumetinib), разработанный «Эрей байофарма» (Array BioPharma), которая лицензировала его «АстраЗенека» (AstraZeneca), представляет собой пероральный низкомолекулярный АТФ-независимый ингибитор киназы митоген-активируемой протеинкиназы типа 1 (MEK1) и типа 2 (MEK2). Белки MEK1 и MEK2, необходимые для активации сигнального пути RAS/RAF/MEK/ERK, зачастую проявляют повышенную активность, которая отражается в том числе клеточной пролиферацией. Подавление MEK1/MEK2 приводит к ингибированию ERK-фосфорилирования, что результирует снижением числа нейрофибром и уменьшением их объёмов, сдерживанием пролиферации клеток.
В 2025 г. был одобрен мирдаметиниб.

## Прогноз
Ожидаемая продолжительность жизни снижена на 8—12 лет в сравнении с общей популяцией. Повышение смертности происходит у более молодых лиц (в возрасте до 40 лет), преимущественно за счёт повышенного риска появления злокачественных новообразований.